# Sciaromium prolixum
Sciaromium prolixum là một loài rêu trong họ Echinodiaceae. Loài này được Mitt. Mitt. mô tả khoa học đầu tiên năm 1870.